# Cultura de Przeworsk
La cultura Przeworsk es una cultura arqueológica de la Edad de Hierro que data del siglo III a. C. hasta el siglo V d. C., y que estuvo presente en el centro y sur de Polonia, desde el alto Óder a la cuenca del Vístula; se extendió luego hacia algunos sectores del este de Eslovaquia y Subcarpacia entre el Oder y el curso medio y superior del río Vístula, llegando por el sur hasta el curso medio del Danubio y las cabeceras de los ríos Dniéster y Tisza. Se asocia con los grupos baltoeslavos o bien a la tribu germánica de los vándalos.
Toma su nombre de un cementerio cercano de la ciudad Przeworsk, Voivodato de Subcarpacia, donde se encontraron los primeros objetos de esta cultura.